# Туркув
Туркув (пол. Turków, нім. Turkau) — село в Польщі, у гміні Браниці Ґлубчицького повіту Опольського воєводства.
Населення — 90 осіб (2011).

## Демографія
Демографічна структура станом на 31 березня 2011 року:
|          | Загалом | Допрацездатний вік | Працездатний вік | Постпрацездатний вік |
| -------- | ------- | ------------------ | ---------------- | -------------------- |
| Чоловіки | 45      | 10                 | 30               | 5                    |
| Жінки    | 45      | 6                  | 24               | 15                   |
| Разом    | 90      | 16                 | 54               | 20                   |